# Belay Tilahun
Belay Tilahun (7 gennaio 1995) è un maratoneta e mezzofondista etiope.

## Palmarès
| Anno | Manifestazione     | Sede  | Evento         | Risultato | Prestazione | Note |
| ---- | ------------------ | ----- | -------------- | --------- | ----------- | ---- |
| 2019 | Giochi Panafricani | Rabat | Mezza maratona | 9º        | 1h05'16"    |      |

## Campionati nazionali
2019
- 16º ai campionati etiopi, 10000 m piani - 29'46"5

## Altre competizioni internazionali
2016
- 8º alla Mezza maratona di Valencia ( Valencia) - 1h01'51"

2017
- Argento alla Corrida Internacional de São Silvestre ( San Paolo), 15 km - 44'33"

2018
- Oro alla Corrida Internacional de São Silvestre ( San Paolo), 15 km - 45'03"

2021
- Bronzo alla Maratona di Amburgo ( Amburgo) - 2h14'01"
- Oro alla Corrida Internacional de São Silvestre ( San Paolo), 15 km - 44'54"

2022
- Argento ai campionati dell'Africa orientale di mezza maratona ( Massawa) - 1h03'24"